# 絕地營救
是一部2023年美國、英國和西班牙合拍動作驚悚片，由蓋·瑞奇執導並與伊邦·阿特金森（Ivan Atkinson）及馬恩·戴維斯（Marn Davies）合作編劇，傑克·葛倫霍和達爾·薩利姆領銜主演。劇情講述一名美國士兵在阿富汗執行最後一次任務時與當地翻譯合作，當前者受傷時，兩人得跨越艱困的地形到達安全地帶。
電影於2023年4月21日在美國上映，這部電影獲得正面為主的評價，主題、劇情深度、傑克·葛倫霍與達爾·薩利姆的演出表現獲得影評界肯定。

## 演員
- 傑克·葛倫霍飾演約翰·金利中士（Sergeant John Kinley）
- 達爾·薩利姆飾演艾哈邁德（Ahmed）
- 黃傑森（英语：Jason Wong）飾演約書亞·榮（Joshua Jung）
- 鮑比·斯科菲爾德（Bobby Schofield）飾演史蒂夫·克舍（Steve Kersher）
- 西恩·薩加爾（Sean Sagar）飾演查理·克劳（Charlie Crow）
- 艾蜜莉·碧崔飾演卡羅琳·金利（Caroline Kinley）
- 強尼·李·米勒飾演沃克斯（Vokes）
- 亞歷山大·路德韋格飾演戴克蘭·歐布雷迪中士（Sgt. Declan O'Brady）
- 安東尼·史達飾演艾迪·帕克（Eddie Parker）

## 製作
2021年10月宣布，傑克·葛倫霍將出演該片，由蓋·瑞奇執導和編劇，與伊万·阿特金森（Ivan Atkinson）和馬恩·戴維斯（Marn Davies）共同編劇。2022年1月，米高梅購買了這部電影的美國發行權，該電影名為《口譯員》（The Interpreter），並計劃通過他們的聯美發行合資企業（亞馬遜於2023年將其併入米高梅）進行發行，勝圖娛樂共同資助了這部電影並處理了國際銷售，而Amazon Prime Video則獲得了一些國際發行權，以及美國的院線後流媒體播放權。
該片2022年2月在西班牙阿利坎特開始拍攝，演員陣容包括達爾·薩利姆、亞歷山大·路德韋格、安東尼·史達、黃傑森、鮑比·斯科菲爾德（Bobby Schofield）、西恩·薩加爾（Sean Sagar）和艾蜜莉·碧崔。片名最初為《口譯員》（The Interpreter），直到瑞奇2022年12月透露更改成《絕地營救》。

## 發行
《絕地營救》2023年4月21日由米高梅在美國發行。國際上由Amazon Prime Video發行。
電影於5月9日以數位方式發行，隨後於6月20日發行藍光和DVD，並於2024年3月23日在串流平台HBO GO上架。

## 評價

### 票房
在美國和加拿大，《絕地營救》與《鬼玩人：復活》、《圣乔治骑士》以及擴大上映的《寶可噩夢》一起上映，預計首周末在2,611家影院的票房收入約為600萬美元。這部電影首日票房收入為220萬美元，首映票房收入為630萬美元，僅次於《超級瑪利歐兄弟電影版》電影和《鬼玩人：復活》，位列第三。在上映的第二個週末，這部電影賺了360萬美元（下降了43%），排在第九位。

### 評價
在評論聚合網站的爛番茄上，108條評論中有83%是正面的，平均評分為6.8/10。該網站的共識是：「《絕地營救》以令人印象深刻的克制講述了一則紮實的故事，可謂令人滿意、演技精良的戰爭驚悚片，具有令人驚訝的戲劇深度。」使用加權平均值的Metacritic給這部電影打了63分（滿分100），基於28位評論家，表示「普遍好評」。影院評分調查的觀眾在A+到F的等級中給影片平均評分“A”，而PostTrak調查的觀眾給了92%的正面評分，其中77%的人表示他們會推薦這部電影。

## 外部連結
- 互联网电影数据库（IMDb）上《絕地營救》的资料（英文）